# Ammoniumformiat
Ammoniumformiat är en jonförening av ammoniak och myrsyra. Den har formeln NH4COOH.

## Egenskaper
Eftersom ammoniumformiat är ett salt av en svag syra och en svag bas så smälter den vid relativt låga temperaturer. När den upphettas sönderfaller den till formamid (CHONH2).
{\displaystyle {\rm {NH_{4}COOH\ {\xrightarrow {\Delta }}\ CHONH_{2}+H_{2}O}}}

## Framställning
Ammoniumformiat framställs genom att myrsyra (HCOOH) får angripa ammoniak (NH3).
{\displaystyle {\rm {HCOOH+NH_{3}\rightarrow NH_{4}COOH}}}

## Användning
Ammoniumformiat används huvudsakligen för att tillverka formamid, men den spelar också en viktig roll vid hydrogenering av omättade kolväten med palladium-på-kol (Pd/C) som katalysator. Vid kontakt med Pd/C sönderfaller ammoniumformiat till vätgas (H2), koldioxid (CO2) och ammoniak. Vätgasen binds till ytan av palladiumet där det kan reagera med funktionella grupper. Till exempel kan alkener reduceras till alkaner och aldehyder till alkoholer.